# Stazione di Edirne
La stazione di Edirne (in turco: Edirne Garı) è la principale stazione ferroviaria della città di Edirne, nella Turchia europea.

## Storia
La prima stazione ferroviaria di Edirne fu costruita dalla Compagnie des Chemins de Fer Orientaux nel sobborgo di Karaağaç, posto sulla sponda destra del fiume Meriç e distante 5 km dal centro cittadino. Dopo la guerra greco-turca e la firma del trattato di Losanna, la stazione rimase in territorio turco, tuttavia i nuovi confini avevano causato un'anomalia per il traffico ferroviario. Infatti i treni diretti in Europa attraverso la Bulgaria e che fermavano ad Edirne erano obbligati a passare, sia in entrata che in uscita, attraverso due piccole porzioni di territorio greco.
Negli anni sessanta le ferrovie turche progettarono una nuova linea ferroviaria di 86 km che da Pehlivanköy raggiungeva la frontiera bulgara e la cittadina di Svilengrad senza passare attraverso il territorio greco. Con la costruzione della nuova linea fu necessario costruire anche la nuova stazione ferroviaria di Edirne, edificata in stile postmoderno nella periferia sud-orientale della città. La nuova stazione entrò in funzione nell'agosto 1971 mentre quella vecchia fu chiusa al traffico il 4 ottobre successivo.
Fu elettrificata nel 1997.

## Movimento
La stazione è servita da treni regionali svolti da TCDD Taşımacılık nonché da servizi internazionali per Sofia e Bucarest.